# Плоскошская низина
Плоскошская низина — низина в западной части Тверской области России в Торопецком районе.
Часть более крупной Приильменской низменности (основная часть в Новгородской и Псковской областях). Рельеф низины плавно понижается к северо-западу. Сложена песками, ранее была дном ледникового водоёма. В низине расположена самая низкая точка Тверской области. Средняя высота над уровнем моря 65-70 метров. Крупные реки: Серёжа, Кунья.
Название низины и расположенного здесь посёлка Плоскошь произошло, по всей видимости, от плоское — плоское, низкое место.